# East Hanover Township (New Jersey)
East Hanover Township ist eine Township im Morris County (New Jersey) in den Vereinigten Staaten. Das U.S. Census Bureau ermittelte bei der Volkszählung 2020 eine Einwohnerzahl von 11.105.